# Manuel Pinto da Costa
Manuel Pinto da Costa GColIH (Água Grande, 5 de agosto de 1937) é um economista e político são tomense. Foi presidente do seu país, de 1975 até 1991 e de 2011 até 2016.

## Biografia
Nascido durante o período colonial de São Tomé e Príncipe, foi educado na Alemanha Oriental sendo fluente em alemão e português. Presidiu seu país de 1975 a 1991 sob um regime socialista e manteve extensas relações com Angola, também socialista e que era presidida por José Eduardo dos Santos, seu amigo de juventude. 
Com a democratização e instauração do multipartidarismo em 1991, Costa não postulou-se a presidência pela imensa oposição liderada por Miguel Trovoada, que foi eleito seu sucessor. No entanto, Costa postulou-se a presidência em 1996 de forma democrática, mas foi derrotado pelos 47,26% dos votos de Trovoada, que foi reeleito.  Foi líder do MLSTP entre maio de 1998 e fevereiro de 2005, quando renunciou. 
Durante as eleições de 2011 concorreu a presidência como independente. Ele obteve a maioria dos votos em primeiro turno, mas não a maioria necessária. Venceu em segundo turno contra Evaristo Carvalho (ADI) e reassumiu a presidência em 7 de agosto de 2011 tendo 53% dos votos.  Em sua campanha prometeu instabilidade política e o combate a corrupção generalizada.  Sua candidatura teve o apoio de muitos políticos importantes, como a ex-primeira-ministra Maria das Neves, que afirmou "o plano de Pinto da Costa pode trazer mais esperança ao nosso país".  Alguns analistas, no entanto, expressaram preocupações de que a vitória do ex-presidente pudesse desencadear um retorno ao regime autoritário visto durante seu período anterior no poder.  Ele assumiu o cargo em 3 de setembro de 2011. 
Em 2015, foi noticiado que pertence à Maçonaria, sendo membro da Loja Olhar Fraterno, integrada na Grande Loja Legal de Portugal.
Tentou reeleger-se nas eleições de 2016, tendo concorrido em segundo turno novamente com Evaristo Carvalho, mas renunciou a sua reeleição e a oposição venceu.